# D-xilosio 1-deidrogenasi
La D-xilosio 1-deidrogenasi è un enzima appartenente alla classe delle ossidoreduttasi, che catalizza la seguente reazione:
D-xylose + NAD+ ⇄ D-xylonolactone + NADH + H+